# Le Châtelard (Savoie)
Le Châtelard ist eine französische Gemeinde mit 662 Einwohnern (Stand 1. Januar 2022) im Département Savoie in der Region Auvergne-Rhône-Alpes. Sie gehört zum Arrondissement Chambéry und ist Mitglied des Gemeindeverbands Communauté d’agglomération du Grand Chambéry. Die Bewohner werden Castellardinois und Castellardinoise genannt.

## Geographie
Le Châtelard liegt auf 757 m, etwa 21 Kilometer nordöstlich der Präfektur Chambéry und 24 Kilometer südlich der Stadt Annecy (Luftlinie). Das Dorf erstreckt sich im Nordwesten des Département Savoie, im Zentrum des Massivs der Bauges, an einer durch einen Felsriegel markierten Engstelle im Tal des Chéran, am Nordfuß des Grand Colombier.
Die Fläche des 18,00 km² großen Gemeindegebiets umfasst einen stark reliefierten Abschnitt des Massivs der Bauges. Hauptmerkmal sind die in Nord-Süd-Richtung orientierten Geländestrukturen, die bei Le Châtelard durch den in Südost-Nordwest-Richtung verlaufenden Fluss Chéran unterbrochen werden. Westlich des Dorfes tritt der Fluss in ein Talbecken ein, in das von Süden her das Tal des Ruisseau d’Aillon mündet. Ganz im Westen reicht das Gemeindeareal bis auf den Ausläufer des Mont Margeriaz (bis 1311 m). Südlich von Le Châtelard erstreckt sich das Gebiet auf die Kalkgipfel der Dent de Rossanaz (1891 m) und erreicht am Hang des Grand Colombier mit 1920 m die höchste Erhebung der Gemeinde. Nördlich des Chéran bilden die parallel verlaufenden schroffen Kreten von Mont Chabert (1475 m) und Mont Julioz (1673 m) eine eindrückliche Kulisse. Die Gemeinde liegt innerhalb des Regionalen Naturparks Massif des Bauges (frz.: Parc naturel régional du Massif des Bauges), hier befindet sich die Parkverwaltung.
Zu Le Châtelard gehören neben dem eigentlichen Ortskern auch verschiedene Weilersiedlungen und Gehöfte, darunter:
- Les Granges (740 m) auf einem Plateau am Fuß des Mont Chabert
- Villaret Rouge (700 m) oberhalb der Mündung des Ruisseau d’Aillon in den Chéran
- Attilly (710 m) oberhalb der Mündung des Ruisseau d’Aillon in den Chéran
- Montlardier (760 m) am Nordfuß des Grand Colombier
- La Lavanche (800 m) im Tal des Ruisseau d’Aillon

Nachbargemeinden von Le Châtelard sind La Motte-en-Bauges und Bellecombe-en-Bauges im Norden, Doucy-en-Bauges im Osten, La Compôte und Aillon-le-Vieux im Süden sowie Lescheraines im Westen.

## Geschichte
Die erste urkundliche Erwähnung von Le Châtelard erfolgte im Jahr 1095 unter dem Namen Castellarium. Später erschienen die Bezeichnungen Castellard (1216) und Castellania Castellarii (1356). Der Ortsname leitet sich vom vulgärlateinischen Wort castellarium her, das etwa so viel bedeutet wie durch ein Kastell bewachter Platz. Seit dem Mittelalter war Le Châtelard Mittelpunkt der Kastellanei Boges, welche weite Teile des inneren Bauges-Massivs umfasste. Nach mehrfachen Besitzerwechseln wurde sie 1619 zum Marquisat erhoben und gelangte in der Mitte des 17. Jahrhunderts schließlich in den direkten Besitz der Grafen von Savoyen. Von der Burg, die sich auf dem Felsriegel beim Dorf befand, ist heute nichts mehr erhalten. Der Ort bekam 1301 gewisse Freiheitsrechte zugesprochen und war Zollstation an der Talenge des Chéran.
Von 1793 bis 2015 war die Gemeinde Hauptort (frz.: chef-lieu) des Kantons Le Châtelard.

## Sehenswürdigkeiten
Die Pfarrkirche von Le Châtelard stammt aus dem 19. Jahrhundert. Im Ortskern sind alte Häuserzeilen aus dem 17. und 18. Jahrhundert im typischen savoyischen Baustil erhalten. Auch der Weiler Montlardier zeigt charakteristische Bauernhäuser.

## Bevölkerung
| Jahr                       | 1962 | 1968 | 1975 | 1982 | 1990 | 1999 | 2006 | 2011 | 2020 |
| Einwohner                  | 483  | 454  | 444  | 463  | 491  | 546  | 593  | 658  | 661  |
| Quellen: Cassini und INSEE |      |      |      |      |      |      |      |      |      |

Mit 662 Einwohnern (Stand 1. Januar 2022) gehört Le Châtelard zu den kleinen Gemeinden des Département Savoie. Nachdem die Einwohnerzahl in der ersten Hälfte des 20. Jahrhunderts stark rückläufig war, wurde seit Beginn der 1980er Jahre wieder eine deutliche Bevölkerungszunahme verzeichnet.

## Wirtschaft und Infrastruktur
Le Châtelard war bis weit ins 20. Jahrhundert hinein ein vorwiegend durch die Landwirtschaft, insbesondere Milchproduktion und Viehzucht, geprägtes Dorf. Die Wasserkraft des Chéran wurde früher für den Betrieb von Mühlen genutzt. Daneben gibt es heute einige Betriebe des lokalen Kleingewerbes. Einige Erwerbstätige sind Wegpendler, die in den größeren Ortschaften der Umgebung ihrer Arbeit nachgehen.
Die Ortschaft liegt abseits der größeren Durchgangsstraßen an einer Departementsstraße, die von Alby-sur-Chéran durch das Massiv der Bauges nach Saint-Pierre-d’Albigny führt. Weitere Straßenverbindungen bestehen mit Aillon-le-Vieux und La Motte-en-Bauges. Der nächste Anschluss an die Autobahn A41 befindet sich in einer Entfernung von rund 25 Kilometer.

### Bildung
In Le Châtelard befindet sich eine öffentliche Vor- und Grundschule sowie ein Collège.